# 多和村
多和村（たわむら）は、香川県大川郡にあった村。

## 歴史
- 1890年（明治23年）2月15日 - 町村制施行に伴い、寒川郡奥山村（おくやまむら）が成立。
- 1899年（明治32年）4月1日 - 大川郡の所属となる。
- 1919年（大正8年）1月1日 - 多和村に改称。
- 1955年（昭和30年）4月1日 - 大川郡長尾町と新設合併し、改めて長尾町が発足。同日多和村廃止。